# Édouard Zoltowski
Edward Żółtowski, né le 18 mars 1775 à Mochowo, près de Płock (Pologne), et mort le 4 janvier 1842 à Varsovie (Pologne), est un général polonais de la Révolution et de l’Empire.

## États de service

### De l'artilleur au colonel d'infanterie
Entré en service en 1790 dans l’artillerie, il est nommé lieutenant en 1797 dans un régiment d’artillerie à pied. Peu de temps après, il est capitaine dans le 3e bataillon d’infanterie. En mai 1802, il fait partie de la légion polonaise qui embarque pour Saint-Domingue.
En 1803, il est affecté à l’armée d’Italie, puis passe dans le 1er régiment d’infanterie polonaise. En 1805, il devient major dans le 3e régiment d’infanterie polonaise, dont il est nommé colonel le 2 mars 1807. Le 19 avril 1809, il assiste à la bataille de Raszyn avant d'être blessé d’une balle dans l’estomac à Sandomierz.

### Russie, Allemagne, France

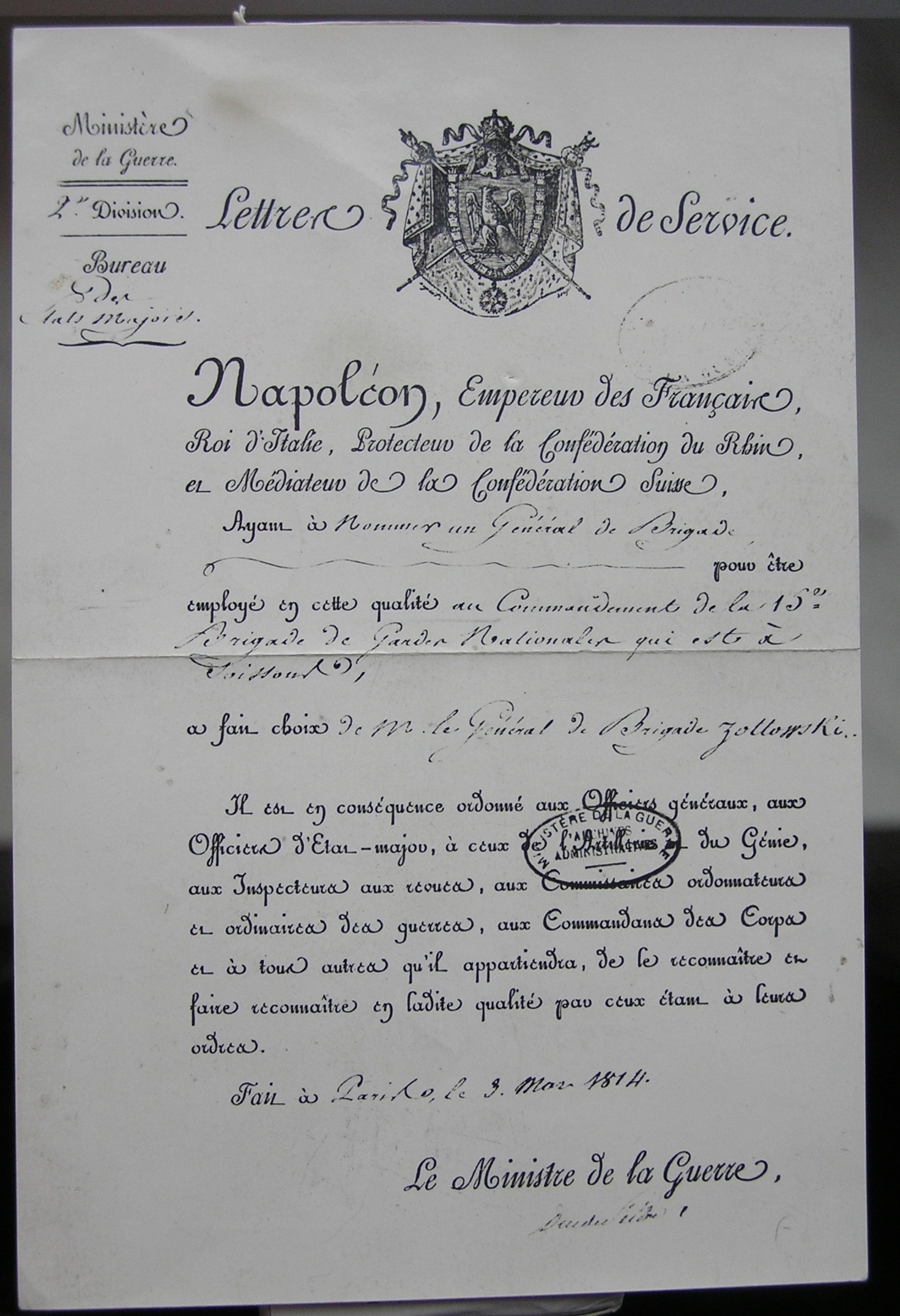
Avancement au grade de général de division.

Promu général de brigade le 2 décembre 1811 dans le duché de Varsovie, il est mis à la tête de la 2e brigade de la 17e division d’infanterie du 5e corps de la Grande Armée le 3 mars 1812. C'est avec cette unité qu'il fait la totalité de la campagne de Russie. Il est élevé au rang d'officier de la Légion d'honneur en juillet 1812 et se distingue du 26 au 29 novembre suivant lors de la bataille de la Bérézina.
Le 12 février 1813, il prend le commandement de la brigade d’infanterie de la 27e division du général Jean-Henri Dombrowski. Il participe du 16 au 19 octobre à la bataille de Leipzig, où il est blessé. Il est promu général de brigade en France le 3 mars 1814 et commandant de la 15e brigade de la Garde nationale. Le 5 mai suivant, il est présent à la revue du tsar Alexandre à Saint-Denis. De retour en Pologne après Waterloo, il reprend du service comme commandant de la 1re brigade de la 2e division d’infanterie. 

### Fin de carrière
En 1826, il est élevé au grade de général de division et commandant de la forteresse de Zamość, avant d'être admis à la retraite en 1833. Il est titulaire de la croix de chevalier de l’ordre militaire de Virtuti Militari.
Il meurt le 30 janvier 1842 à Varsovie.

## Sources
- (en) « Generals Who Served in the French Army during the Period 1789 - 1814: Eberle to Exelmans »
- Thierry Pouliquen, « Les généraux français et étrangers ayant servis [sic] dans la Grande Armée » (consulté le 11 mai 2015)
- (pl) « Napoléon.org.pl »
- Carnet de la Sabretache : revue d’histoire militaire rétrospective, vol. 11, Nancy, Berger-Levrault, 1906, p. 416.
- Georges Six, Dictionnaire biographique des généraux & amiraux français de la Révolution et de l'Empire (1792-1814), Paris : Librairie G. Saffroy, 1934, 2 vol., p. 579